# Andrej Andreevič Ermakov
Andrej Andreevič Ermakov (in russo Андрей Андреевич Ермаков?; Leningrado, 27 maggio 1987) è un danzatore russo, primo ballerino del balletto Mariinskij dal 2019.

## Biografia
Andrej Ermakov ha iniziato a studiare danza a dieci anni all'Accademia di danza Vaganova e dopo il diploma, conseguito nel 2005, è stato scritturato dal Balletto Mariinskij.
Nei suoi oltre quindici anni con la compagnia ha danzato in molti dei grandi ruoli del repertorio maschile, tra cui Conrad e Ali ne Le Corsaire di Marius Petipa, Basilio nel Don Chisciotte di Petipa, Albrecht nella Giselle di Jean Coralli e Jules Perrot, Romeo nel Romeo e Giulietta di Leonid Lavrovsky, Vronsky nell'Anna Karenina di Aleksej Ratmanskij, Jean de Brienne nella Raymonda di Petipa, Orion nella Sylvia di Frederick Ashton e Lisandro nel Sogno di una notte di mezza estate di George Balanchine.
Nel 2019 è stato proclamato primo ballerino della compagnia.